# كارلا كيوفيدو
كارلا كيوفيدو (بالإسبانية: Carla Quevedo)‏ هي ممثلة أرجنتينية، ولدت في 23 أبريل 1988 ببوينس آيرس في الأرجنتين.

## أعمال

### أفلام
- (2009) السر في عيونهم[6][7]
- (2016) كيف تكون عازبا[8]

## وصلات خارجية
- كارلا كيوفيدو على موقع IMDb (الإنجليزية)
- كارلا كيوفيدو على موقع قاعدة بيانات الأفلام العربية
- كارلا كيوفيدو على موقع ألو سيني (الفرنسية)
- كارلا كيوفيدو على موقع أول موفي (الإنجليزية)
- كارلا كيوفيدو على موقع قاعدة بيانات الأفلام السويدية (السويدية)
- كارلا كيوفيدو على موقع قاعدة بيانات الفيلم (الإنجليزية)
- كارلا كيوفيدو على موقع كينوبويسك (الروسية)